# René Schwaeblé
René Schwaeblé, né le 13 mars 1873 à Paris 11e et mort le 26 mai 1922 à Avon, est un écrivain français, auteur de plusieurs romans populaires, notamment des romans policiers et des romans d'amour.

## Biographie
Il est docteur en droit et docteur en médecine.
Outre des ouvrages de vulgarisation scientifiques et d'ésotérisme, il se lance au tournant du siècle dans l'écriture de fiction. Après la parution de romans sociaux, dont Les Détraqués de Paris : étude des mœurs contemporaines (1904), il se cantonne pour l'essentiel dans le genre policier et le récit sentimental.

## Œuvres
Liste non exhaustive

### Romans
- Notre fin, éditions A. Charles, 1899
- Les Détraqués de Paris : étude des mœurs contemporaines, Bibliothèque Fin de siècle, 1904
- Dans la peau, Librairie artistique, 1907
- L'Amour à passions, éditions J. Fort, 1913
- Miss Betty, suivi de Chez Satan, Librairie artistique, 1913
- Mœurs câlines, Éditions modernes, 1920
- Perversion passionnelles, Éditions modernes, 1920
- Folie d'amour, éditions Ferenczi & fils, 1920
- Le Rayon invisible, éditions Ferenczi & fils, 1927
- Le Poison mystérieux, éditions Ferenczi & fils, 1932
- Le Sosie du bandit, éditions Ferenczi & fils, 1933
- Qui donc sème la mort ?, éditions Ferenczi & fils, 1933
- Le Diamant-espion, éditions Ferenczi & fils, 1934
- La Mort qu'on promène, éditions Ferenczi & fils, 1935
- Cercueils et Bandits, éditions Ferenczi & fils, 1935

### Autres ouvrages
- Les Voluptés de la morphine, Bibliothèque de l'inconnu, 1908
- Biologie minérale, éditions H. Daragon, 1911
- Les Excentricités médicales, éditions J. Rousset, 1914
- Les pierres vivent et meurent, éditions Le François, 1914
- La Santé par les simples, avec le moyen de reconnaître les bons champignons, éditions A.-L. Guyot, 1914
- Voulez-vous connaître les oraisons et les secrets merveilleux ?, éditions H. Billy, 1922
- Voulez-vous connaître la magie ?, éditions H. Billy, 1922
- Voulez-vous parler avec les morts ?, éditions H. Billy, 1922
- Voulez-vous connaître l'avenir, le caractère et le tempérament ?, éditions H. Billy, 1922
- Voulez-vous vous soigner vous-même ?, éditions H. Billy, 1922
- Voulez-vous forcer l'amour ?, éditions H. Billy, 1930
- Voulez-vous acquérir et fortifier la volonté ? réussir en tout ?, éditions H. Billy, 1930
- Le Problème du mal. Avec la première traduction française du "Traité des nymphes, sylphes, pygmées, salamandres et autres êtres" de Paracelse, des fragments importants des "Archives de la Bastille" etc., éditions Paris, 1911